# Trimble Navigation
Trimble Navigation Limited, (NASDAQ: TRMB) é um conglomerado norte-americano de capital aberto com sede em Sunnyvale, Califórnia. A companhia possui diretamente várias empresas, que estão nos mais diversos segmentos, como nas áreas de agricultura, construção de infraestrutura, arquitetura, engenharia, transporte & logística, aplicações geoespaciais e construção de edificações. Também fabrica Sistema de Posicionamento Global (GPS) receptores, telêmetro a laser, veículos aéreos não tripulados (VANT), sistemas de navegação por inércia e softwares. Em 2015, a empresa possuía 8.451 funcionários que estão localizados em escritórios de 35 países. Desde 1999, as receitas da Trimble cresceram de cerca de $270 milhões de dólares para mais de us $2,0 bilhões de dólares em 2012.

## História
Trimble Navigation foi fundada em novembro de 1978,  por Charles Trimble e dois sócios da Hewlett Packard, inicialmente operando a partir de Los Altos, Califórnia.
Ao longo dos anos, a companhia adquiriu um amplo leque de empresas, que incluem: Spectra Precision Group, Tripod Data Systems, Advanced Public Safety, Inc., Apache Technologies, Acutest Engineering Solutions Ltd, Applanix, Géo-3D, INPHO, Gatewing, Meridian Systems, NTech Industries, Pacific Crest, Quantm, Accubid Systems, QuickPen International, SECO Mfg. Co., Inc., Visual Statement, XYZ Solutions, Inc, Tekla, ThingMagic, Spime Inc., Punch Telematix NV, e TMW Systems. 
Em 26 abril de 2012, o Google divulgou um acordo de venda do software de modelagem 3D SketchUp para a empresa californiana.
A empresa também tem um importante papel na difusão do BIM, a partir de 2014 com a compra de outros de outras ferramentas de modelagem, como Tekla (BIM modelagem), Vico Office (BIM manipulação de dados) e de Gehry Technologies GTeam (coordenação do projeto).

## Reconhecimento
Em 2009, a Trimble foi reconhecida pela Forbes, como uma das 400 melhores grandes empresas. Esta foi a primeira vez que companhia fez parte da lista. Em anos anteriores, a empresa também foi destaque na Forbes, como uma das 100 melhores empresas de média capitalização na América, 2005, 2006 e 2008, e em 2005 com uma das 200 melhores pequenas empresas.